# 刘长琨
刘长琨（1943年—），男，中华人民共和国政治人物，曾任国有重点大型企业监事会主席，中国总会计师协会会长。